# 山下勝弘
山下 勝弘（やました まさひろ、1956年1月 - ）は、日本の公認会計士・税理士。2代続く山下会計事務所所長を務めるかたわら、経済評論家としても活躍。日本の景気を70年周期とする景気循環論を主張、山田方谷を高く評価する。独自の視点から経済、国家財政、税務などを論じた著作が多数あるほか、セミナー・講演などを各地で開催している。

## 人物
1956年（昭和31年）1月に大阪府にて山下勤の子として生まれる。1978年（昭和53年）3月、関西学院大学経済学部卒業後は会計事務所・監査法人に勤務。大阪市天王寺区の山下会計事務所は、1961年（昭和36年）10月に父勤が開業し、現在は勝弘が2代目所長を務める。山下は税理士としては企業のリスクの中でも特に税務リスクを中心として対処法を追求しているが、同時に国家破綻というリスクを正面から捉え、リスクマネジメントに取組むとともに、明治以降の日本の景気は70年周期とする理論（山下流経済論）を展開し、著書などに著している。島田信愛の景気循環論や山田方谷に大きな影響を受けた。
1997年（平成9年）に消費税を5％に増税してから、名目GDPは下落し続けており、2014年からの消費税の再増税は、日本経済破綻につながると主張している。
代表的著書に『平成大混乱・大不況がやってくる』、『官制不況は大転換のチャンス - 上杉鷹山を越える男「山田方谷」に学ぶ』などがある。
趣味は音楽鑑賞、ピアノ。特にグレン・グールドの弾くJ.S.バッハ「ゴールドベルク変奏曲」は愛聴盤。睡眠時間は毎日4時間半。午前3時には起床し研究・執筆等に充てている。

## 経歴
- 1956年（昭和31年）1月 - 大阪府に生まれる。我が強く自分のしたいことしかしない幼年期であった[8]。父、山下勤は元税務署勤務で35歳で税理士として独立開業、その後不動産鑑定士資格取得[1][7]。
- 1961年（昭和36年）10月 - 父、山下勤により山下会計事務所が発足[1]。
- 1974年（昭和49年）3月 - 大阪府立高津高等学校卒業[1]。
- 1978年（昭和53年）3月 - 関西学院大学経済学部卒業[1]。卒業後、会計事務所・監査法人勤務[6]。
- 1985年（昭和60年）3月 - 公認会計士登録(第8723号)[1]。
- 1990年（平成2年）4月 - 税理士登録(第69462号)[1]。
- 2010年（平成22年）12月17日 - 『平成大混乱・大不況がやってくる』（セルバ出版）刊行[6]。
- 2012年（平成24年）6月25日 - 『官制不況は大転換のチャンス - 上杉鷹山を越える男「山田方谷」に学ぶ』（セルバ出版）[9]
- 2019年（平成31年）4月2日 - Newsweek日本語版（通巻1638号）にて、CHALLENGERとして山下勝弘の特集が組まれる。ここで山下は2008年に導入された事業継承税制の2018年度の改正について、メリットばかりが喧伝されるがリスクに気付いていない経営者が多い点を指摘。国の政策を鵜呑みにするのではなく、本質を見極める必要性を力説。正しく理解し本当に必要な対策を練るべきで、そのために実務のほか、セミナー、研修会も実施し事業継承税制への正しい理解を促していることを語った[10]。

## 山下流経済論

### 日本の景気70年周期論
山下は1980年頃より日本が経済官僚の支配の結果、方向性を誤り経済的に崩壊すると予感。その後、恩師である公認会計士の島田信愛より景気循環論を学んだが、島田の理論では日本の景気循環は80年周期であった。しかし、山下は村田吉徳が1999年に公表した『Excelによる実践経済シミュレーション分析』（技術評論社）での「拡大期と収縮期は、同じ長さでなくてもよい」という考え方の影響から70周年周期が正しいと考えるようになる。山下の理論では明治維新以降、1876年と1946年にどん底があり、ピークは2度のバブルである1919年と1989年であることから2016年にどん底を迎え、そこで大転換が起こり今の円は新円に切り替えられ、国債は切り捨てられ、再び拡大期に入るというものである。山下は2016年のどん底を「平成大津波」と呼び、リスク回避として不動産投資が最も有効であるとしている。ただし、2016年はすでに経過したが、「平成大津波」がやってくれば、すぐに国家破綻を迎え日本経済はどん底になると主張している。

### 山田方谷
儒教に根差した陽明学者で備中松山藩（現在の岡山県高梁市）の元締役兼吟味役として、債務超過であった藩の財政をわずか8年で立て直した山田方谷を高く評価している。特に方谷が易学や陰陽説に基づき、循環があることを説き、当時が衰乱の時にあるとして、トップは身を正し、部下を取り立てれば、士風は正され、賄賂などの弊害は改善され理財論にあるように財政は潤うようになると主張し実行した点を評価し、この方谷の研究から平成の官制大不況を乗り切るすべを模索し著書に記している。また、山下は方谷はケインズが登場する80年も前にケインズ理論は正しいことを立証したと見ている。山下は方谷が長岡藩士の河井継之助に贈った言葉「至誠惻怛」を座右の銘としている。

### 般若心経について
山下は般若心経を成功法則を解説したお経と解釈し、また人間の思念が実現する人とそうでない人との違いを説き、企業経営への応用にも言及している。一般的に、般若心経の「空」は「無」と解釈され、とらわれない「無」の境地になることが重要であるかに説明されることが多い。しかし、山下は「空」の世界は「無」ではなく、宇宙と「色」に代表される「色受想行識」という五つの世界「五蘊（ごうん）」とを結びつけるものと考えている。人間は「五蘊」の世界に住んでいるが、「五蘊」はすべて「空」とつながっている。「空」の世界は認識できないが実際に存在し、宇宙とつながり、「五蘊」の世界ともつながっているため、「色」の世界での思念は「空」の世界で実現し、それが宇宙の力を得て、再び「色」の世界に反映され現実世界で実現すると考える。また、「空」はカール・グスタフ・ユングのいう「集合的無意識」と同一のものであるとしている。
企業経営においては、経営者の思いが、企業という形を通して実現するのであり、企業をよくしたいと思うなら、社長がよい会社の姿を心に描き、強く思わねばならないと考えている。

## 著書
- 『やさしくわかる経理のしごと』（2002年8月、日本実業出版社）[15]
- 『Q&A実践M&Aの実務と対策』（第一法規出版、共著）[15]
- 『経理・財務実務全書』（日本実業出版社、共著）[15]
- 『社長!!会社の数字がよめなけりゃおしまいや!』（セルバ出版）[15]
- 『平成19年度 税制改革の主要改正点早わかりQ&A』（セルバ出版、2006年）[3]
- 『平成20年度 税制改革の主要改正点早わかりQ&A』（セルバ出版、2007年）[3]
- 『平成21年度 税制改革の主要改正点早わかりQ&A』（セルバ出版、2008年）[3]
- 『12か月でマスターできる「税務」事務Q&A 』（セルバ出版、2008年）[3]
- 『平成22年度 税制改革の主要改正点早わかりQ&A』（セルバ出版、2009年）[3]
- 『平成23年度 税制改革の主要改正点早わかりQ&A』（セルバ出版、2010年）[3]
- 『平成大混乱・大不況がやってくる』（セルバ出版、2010年12月17日）刊行[6][16][3]
- 『平成24年度 税制改革の主要改正点早わかりQ&A』（セルバ出版、2011年）[3]
- 『平成25年度 税制改革の主要改正点早わかりQ&A』（セルバ出版、2012年2月7日）[16][3]
- 『官制不況は大転換のチャンス - 上杉鷹山を越える男「山田方谷」に学ぶ』（セルバ出版、2012年6月28日）[9][3][16]
- 『すべての宗教法人のための収益UP&節税対策 パーフェクト・マニュアル』（総合出版すばる舎、2016年2月24日）ISBN 9784799104880[17][4]
- 『思いのままの経営』（セルバ出版、2021年5月6日）ISBN 9784863676503[18]

## 所属団体
- 日本公認会計士協会
- 近畿税理士会